# Dziecięcy ogród
Dziecięcy ogród (tyt. oryg. The Child Garden) – powieść fantastycznonaukowa brytyjskiego pisarza Geoffa Rymana. Wydana w 1989 r. przez wydawnictwa Unwin Hyman (Wielka Brytania) i St. Martin’s Press (USA) (ISBN 0-04-440393-3), a w Polsce w 2000 roku przez wydawnictwo Prószyński i S-ka w tłumaczeniu Jacka Chełminiaka (ISBN 83-7255-443-9).
Powieść zdobyła w 1990 nagrodę im. Arthura C. Clarke’a oraz nagrodę im. Campbella za powieść, była ponadto nominowana do Nagrody BSFA.
Powieść jest zbudowana z dwóch części z krótkim wprowadzeniem. Pierwsza część została pierwotnie opublikowana w 1987 roku pod tytułem „Love Sickness” w dwóch kolejnych numerach brytyjskiego czasopisma science-fiction „Interzone” i zdobyła nagrodę BFSA w kategorii Short fiction w 1987 roku.

## Fabuła
Anglia przyszłości w wyniku globalnego ocieplenia zamieniła się w tropikalną dżunglę. Postępy nauki spowodowały wyleczenie raka, urządzenia organiczne wyparły elektronikę, wiedza jest przekazywana za pośrednictwem wirusów, zmodyfikowani genetycznie ludzie odżywiają się częściowo dzięki fotosyntezie, ale mimo to długość życia człowieka zmniejszyła się o połowę. Aktorka Milena ukrywa odporność na wirusy standardowo używane do uczenia ludzi. Stara się wystawić hologramową operę opartą na Boskiej komedii Dantego. Podczas pracy natyka się na byt rządzący światem, zwany Konsensusem. To sztuczny umysł złożony z zapisów umysłów miliardów dzieci. Dziewczyna odkrywa, jak bardzo samotny jest ów byt.